# فينيتسيا جوليا

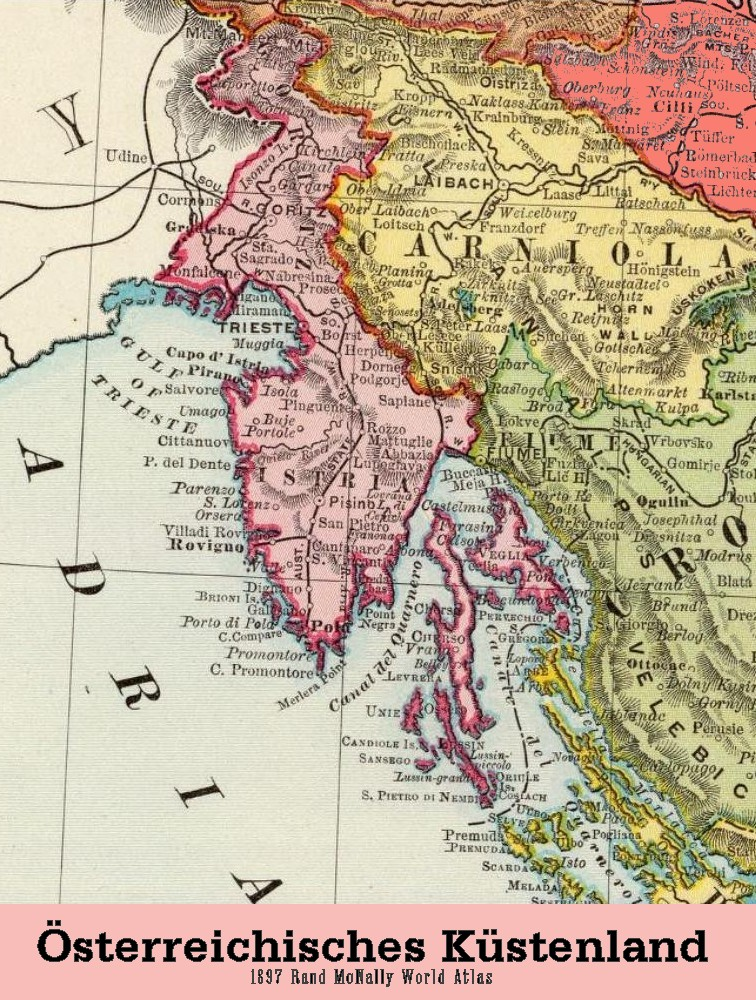
Il Litorale Austriaco

فينيتسيا جوليا (بالإيطالية: Venezia Giulia)‏ منطقة جغرافية إيطالية واقعة بين جبال الألب جوليانية والبحر الأدرياتيكي، من خليج ترييستي حتى أقصى نقطة جنوب شبه جزيرة استريا) وخليج فيومي وجزيرة كوارنو. كما سيتضح لاحقا، حدودها هي ليست محددة جيداً من الناحية التاريخية.